# Amathusia phidippus
Espèce
Amathusia phidippus est une espèce d'insectes lépidoptères de la famille des Nymphalidae, sous-famille des Morphinae, originaire de Malaisie.
Cet insecte est un ravageur des palmiers, notamment le cocotier et le palmier à huile.

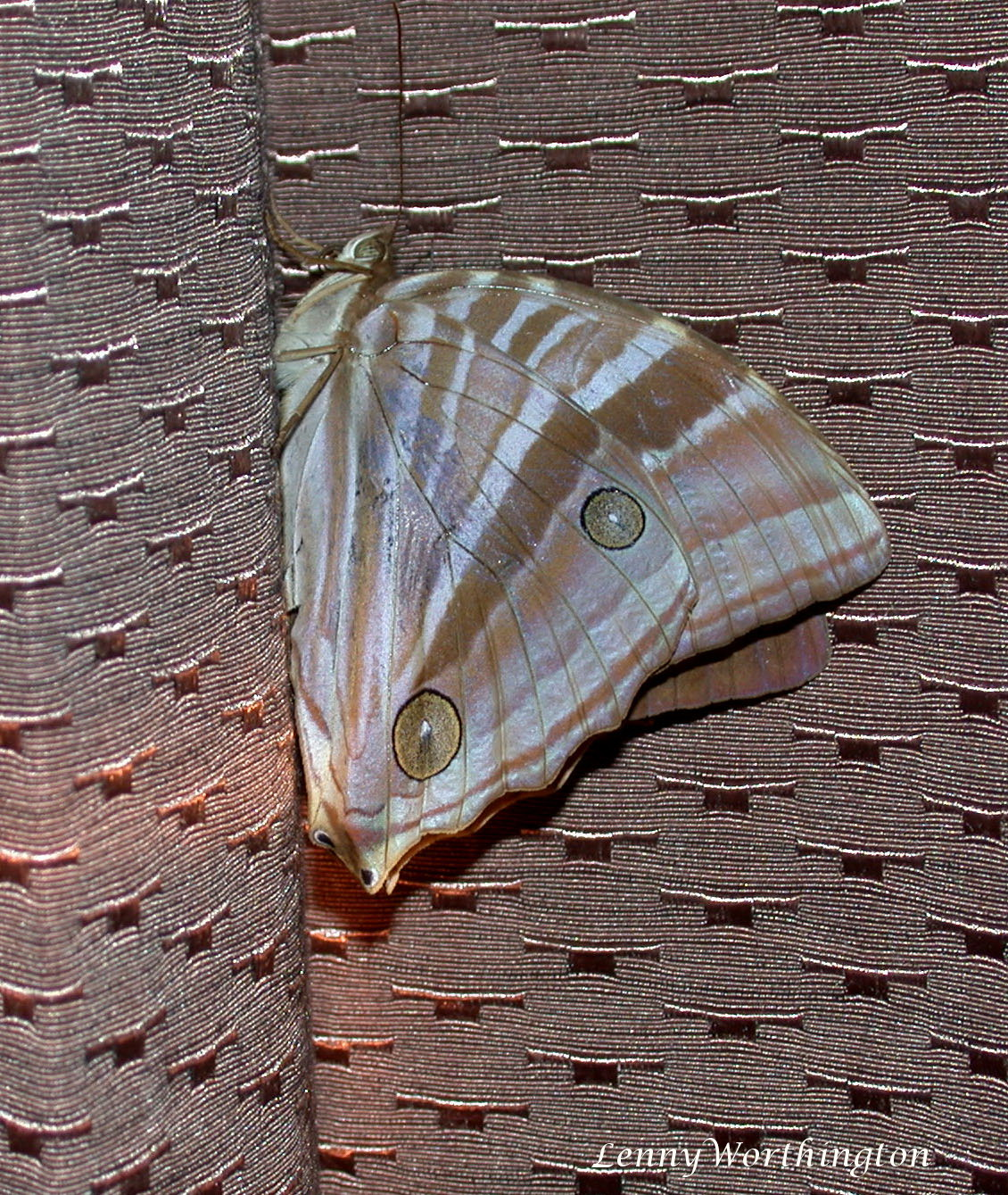
Revers (Sanctuaire de faune de Khao Soi Dao, Thaïlande)

## Liste des sous-espèces
Selon Catalogue of Life (6 juillet 2014) :
- sous-espèce Amathusia phidippus adustata Fruhstorfer, 1904
- sous-espèce Amathusia phidippus arrenopia Fruhstorfer, 1911
- sous-espèce Amathusia phidippus baweanica Fruhstorfer, 1905
- sous-espèce Amathusia phidippus celebensis Fruhstorfer, 1899
- sous-espèce Amathusia phidippus chersias Fruhstorfer, 1911
- sous-espèce Amathusia phidippus coriotincta Stichel, 1906
- sous-espèce Amathusia phidippus diluta Fruhstorfer, 1904
- sous-espèce Amathusia phidippus epidesma Fruhstorfer, 1911
- sous-espèce Amathusia phidippus eutropius Fruhstorfer, 1911
- sous-espèce Amathusia phidippus friderici Fruhstorfer, 1904
- sous-espèce Amathusia phidippus kuhni Röber, 1900
- sous-espèce Amathusia phidippus lombokiana Fruhstorfer, 1905
- sous-espèce Amathusia phidippus majada Fruhstorfer, 1916
- sous-espèce Amathusia phidippus melanops van Eecke, 1918
- sous-espèce Amathusia phidippus niasana Fruhstorfer, 1899
- sous-espèce Amathusia phidippus palawana Fruhstorfer, 1904
- sous-espèce Amathusia phidippus pollicaris Butler, 1870
- sous-espèce Amathusia phidippus retracta Fruhstorfer, 1911